# 10286 Shnollia
10286 Shnollia eller 1982 SM6 är en asteroid i huvudbältet som upptäcktes den 16 september 1982 av den ryska astronomen Ljudmila Tjernych vid Krims astrofysiska observatorium på Krim. Den är uppkallad efter Simon Schnoll.
Asteroiden har en diameter på ungefär 4 kilometer och den tillhör asteroidgruppen Vesta.